# Free (canción de Florence and the Machine)
«Free» es una canción de la banda de rock indie británica Florence and the Machine publicada como sencillo de su quinto álbum de estudio, Dance Fever, bajo el sello discográfico Polydor Records. Fue escrita y producida por Florence Welch y Jack Antonoff. Free es una canción pop urgente que habla líricamente de los problemas de ansiedad de la cantante y de los traumas relacionados con la pandemia de coronavirus.
El videoclip de la canción, dirigido por la estadounidense Autumn de Wilde, se rodó en Kiev (Ucrania) en noviembre de 2021, meses antes de la invasión rusa del país, y se estrenó el 20 de abril de 2022. Está protagonizado por el actor británico Bill Nighy, que interpreta la ansiedad de la cantante, y en él aparecen los dos juntos representando las emociones de las que habla la canción. Recibió comentarios positivos de la crítica, que alabó su argumento.

## Grabación
Durante una entrevista con Apple Music, Welch describió el proceso de concepción de la canción: "Irónicamente, Free fue en realidad la última canción que escribí antes del primer encierro [...] Es una canción sobre mi ansiedad y cómo la proceso y esta sensación de que es algo que me ha acompañado toda la vida, e incluso cuando mi vida se estabiliza [...] cuando estoy tocando o haciendo música o estoy en el flujo de la creatividad [la ansiedad] se va, por lo que es una especie de este empuje y arrastre a lo largo de la canción de la ansiedad, y luego sacarlo del camino y bailar y sentirse libre". La canción se estrenó en Future Sounds de la BBC Radio 1 el 21 de abril de 2022.
El single se lanzó a través del sello discográfico del grupo, Polydor Records, en formato digital el 20 de abril de 2022. También se puso a la venta una remezcla realizada por el DJ estadounidense The Blessed Madonna.

## Composición
Free es una canción pop que contiene un sonido "urgente" impulsado principalmente por sintetizadores y guitarra. El crítico musical Neil Z. Yeung de AllMusic describió musicalmente su sonido como "Bleachers, el grupo de Antonoff, versionando un tema de Bloc Party o Strokes de principios de los años 80". Líricamente, la canción describe a una protagonista que se siente "abrumada" por el mundo exterior y describe la experiencia de Welch de encontrar la libertad en su música. Musicalmente se comparó con los singles anteriores de la banda Dog Days Are Over (2008) y Shake It Out (2011).

## Recepción de la crítica
Tras su lanzamiento, Emma Sanchez, de la revista Variance, alabó la canción por su carácter "antémico" y su sentimiento "exhilarante". En la lista UK Singles Chart, Free debutó y alcanzó el número 66 en la semana que terminó el 29 de abril de 2022. Tras el lanzamiento del álbum, la canción también debutó en el número 83 en la lista Irish Singles Chart en la semana que terminó el 20 de mayo de 2022.

## Videoclip
El vídeo musical filmado para la canción fue dirigido por el director estadounidense Autumn de Wilde y se estrenó el 20 de abril de 2022 en el canal oficial de YouTube de la banda. Se rodó el 18 de noviembre de 2021 en Kiev, capital de Ucrania. La coreografía del clip fue inventada por Ryan Heffington.
Katerina Konovalova se encargó del arte popular ucraniano que puede verse en el clip y Volodymyr Radlinskiy fue su diseñador de producción. Como el estreno coincidió con la invasión rusa de Ucrania en 2022, Welch dedicó el vídeo musical de Free al pueblo ucraniano.

### Sinopsis
El vídeo comienza con Florence Welch como ella misma y el actor británico Bill Nighy como "su ansiedad". En la primera parte, se ve a Welch con un vestido rojo. En la primera mitad del vídeo, se ve a los dos sentados uno al lado del otro en una sala de banquetes rodeada de paredes blancas y grandes ventanales. A medida que avanza la canción, el dúo aparece en varias escenas y escenarios: de pie uno junto al otro, con Nighy hablando por el móvil, bebiendo una taza de café, conduciendo un coche... actividades que pretenden representar a la cantante "lidiando con su salud mental". Durante una escena, también se la puede ver siendo llevada a una habitación del hospital por dos enfermeros interpretados por Ryan Heffington y Alexander Antofiy.
En la segunda mitad del vídeo, se ve a Welch al aire libre en un "paisaje invernal bañado por el sol", que luego cambia a Welch cantando sobre un fondo blanco y gris, con Nighy de fondo. A lo largo del vídeo se intercalan escenas de Welch bailando y saltando. En las últimas escenas, se puede ver a Welsh arrastrándose sobre la mesa, de pie contra un paisaje y posando mientras el viento sopla de fondo. Termina con una nota que dice "espíritu, creatividad y perseverancia de nuestros valientes amigos ucranianos".

### Recepción
Hilary Remley, de Collider, observó que la obra de De Wilde "expresa las emociones que la propia música suscita, sin necesidad explícita de una recreación exacta". Interpretando el argumento, lo vio como una "exploración de la ansiedad y las emociones abrumadoras que llegan a la pregunta de cómo lo soportamos todo". Emma Sanchez, de la revista Variance, lo calificó de "un hermoso y torbellino visual para una canción igualmente espectacular y estimulante sobre salir al otro lado de una lucha". Consequence interpretó las actividades que Nighy realiza en el vídeo como similares a la forma en que otras personas también afrontan sus sentimientos de ansiedad y consideró el baile de Welch como su "medio de disipar la ansiedad". Kate Brayden, de Hot Press, elogió los "efectos visuales humorísticos, con magníficas tomas de paisajes". Kasper Hermans, de la revista holandesa Nieuweplaat, consideró que el clip se ajustaba a la "sensación de libertad y ligera euforia" que transmite la canción.

## Actuaciones en directo
La canción fue interpretada en vivo por la banda durante un concierto en la ciudad de Nueva York. El 20 de mayo de 2022, la banda apareció en The One Show de BBC One interpretándola. El mismo mes, también realizaron una aparición televisada de la canción en Audacy Live. El 3 de junio de 2022, la banda apareció en Sirius XM donde interpretaron la canción junto con My Love. El 18 de junio de 2022, la canción fue interpretada en Later with Jools Holland.

## Posición en listas
| Listas (2022-2023)                            | Posición más alta |
| --------------------------------------------- | ----------------- |
| Canadá (Canada Rock)                          | 16                |
| Estados Unidos (Hot Rock & Alternative Songs) | 27                |
| Irlanda (IRMA)                                | 83                |
| Reino Unido (UK Singles Chart)                | 66                |